# 馬自明
馬自明，台灣編劇，在台灣戲劇、電影皆有參與編劇故事腳本等創作。2008年和另一位編劇家鄭婉玭共同聯合撰寫公視人生劇展－《我的阿嬤是太空人》劇本，2009年在第44屆金鐘獎獲得『迷你劇集／電視電影編劇獎』的獎項肯定。2021年與張可欣、陳定寧聯合撰寫公視《大債時代》迷你劇集劇本，再度入圍第56屆金鐘獎『迷你劇集／電視電影編劇獎』。
2023年與鄭婉玭聯合執筆臺灣劇情恐怖長片《粽邪3：鬼門開》完成擔任編劇撰寫職務後，也是國片《粽邪》宇宙全系列電影中皆有參加撰寫劇本的編劇家。

## 影劇作品

### 電影
| 年份   | 播放平台 | 電影名稱      | 電影類型 | 擔任職務 | 備註             |
| 2018年 | 院線電影 | 粽邪          | 長篇電影 | 編劇     | 與張耿銘聯合撰寫 |
| 2020年 | 院線電影 | 馗降：粽邪2   | 長篇電影 | 編劇     | 個人撰寫         |
| 2023年 | 院線電影 | 粽邪3：鬼門開 | 長篇電影 | 編劇     | 與鄭婉玭聯合撰寫 |

### 戲劇
| 年份   | 播放平台         | 戲劇名稱                       | 戲劇類型 | 擔任職務 | 備註                                                   |
| 2008年 | 公視             | 公視人生劇展－芭娜娜上路       | 電視電影 | 編劇     | 與王傳宗聯合撰寫                                       |
| 2008年 | 公視             | 公視人生劇展－我的阿嬤是太空人 | 電視電影 | 編劇     | 與鄭婉玭聯合撰寫                                       |
| 2010年 | 公視             | 搖滾保母                       | 短篇劇集 | 編劇     | 與鄭婉玭、藍文希、張綺恩、王傳宗、王莉雯聯合撰寫       |
| 2015年 | 中天娛樂台       | 一個角落                       | 電視電影 | 編劇     | 個人撰寫                                               |
| 2017年 | 台視、八大綜合台 | 植劇場－積木之家               | 短篇劇集 | 編劇     | 與詹俊傑、鄭婉玭、陸儀、陳昱俐、張可欣、廖士涵聯合撰寫 |
| 2021年 | HBO              | 亞洲怪談2－送煞                | 電視電影 | 編劇     | 個人撰寫                                               |
| 2021年 | 公視             | 大債時代                       | 短篇劇集 | 編劇     | 與張可欣、陳定寧聯合撰寫                               |
| 2022年 | 八大戲劇台       | 親愛的亞當                     | 長篇劇集 | 編劇     | 與鄒維剛、洪立妍、鄭婉玭聯合撰寫                       |
| 2025年 | 大愛電視台       | 院長爸爸                       | 長篇劇集 | 編劇     | 與徐珪瑩、洪子鵬、謝欣蓉聯合撰寫                       |

## 獎項紀錄
| 年份   | 頒獎典禮     | 獎項                     | 作品                           | 結果 |
| ------ | ------------ | ------------------------ | ------------------------------ | ---- |
| 2009年 | 第44屆金鐘獎 | 迷你劇集／電視電影編劇獎 | 公視人生劇展－我的阿嬤是太空人 | 獲獎 |
| 2010年 | 第45屆金鐘獎 | 戲劇節目編劇獎           | 搖滾保母                       | 提名 |
| 2021年 | 第56屆金鐘獎 | 迷你劇集／電視電影編劇獎 | 大債時代                       | 提名 |

## 外部連結
- 台灣電影網 Taiwan Cinema （页面存档备份，存于）
- 馬自明 - MovieCool 華文影劇數據平台